# Покрајина Кордоба
Покрајина Кордоба (шп. Provincia de Córdoba) је покрајина Шпаније у аутономној заједници Андалузија. Главни град је Кордоба.